# Кристалл (завод, Москва)
АО «Московский завод „Кристалл“» — российская компания, ликёро-водочное предприятие в России. Полное наименование — Акционерное общество Московский завод «Кристалл». Штаб-квартира расположена в Москве, по адресу: улица Самокатная, дом 4. Основное производство находится в Московской области: городской округ Кашира, деревня Корыстово, улица Центральная, дом 13. По состоянию на 2023 год генеральным директором завода является Железнов Евгений Игоревич. Наиболее известными брендами завода являются водки Путинка, CRISTALL Golden Ring, Московская Кристалл, Старый Арбат, Золотое кольцо и другие.

## История
В 1896 году указом министра финансов России Сергея Юльевича Витте в Российской империи была введена государственная монополия на производство и продажу спиртных напитков. В 1901 году монополия пришла в Москву. «Московский казённый винный склад № 1», будущий завод «Кристалл», был построен на берегу Яузы, и стал самым крупным и мощным предприятием отрасли. В год он должен был выдавать 2 млн. 100 тысяч вёдер вина (около 2,6 млн декалитров), в то время как два других «склада» лишь по 1 млн. 50 тысяч вёдер (казённое водочное ведро — 12 литров). На складе № 1 в то время трудилось около полутора тысяч человек. Здания склада, образец промышленной архитектуры начала XX века, построены по проекту архитекторов Н. Г. Фалеева и В. А. Величкина.
24 июня 1901 года состоялось открытие и освящение склада № 1. На тот момент завод производил только три разновидности водки: «простую», «улучшенную» и «боярскую». На заводе также разливали «спирт-ректификат 57º», «спирт 90º и 95º», «денатурированный спирт» На выпуск планировалось 600 тысяч вёдер водки высшего качества в год. Однако уже через неделю после открытия завода, ввиду огромного спроса на казённое вино высшей очистки, встал вопрос об увеличении его производства. Для этого было предложено сначала увеличить число батарей (фильтров) для выпуска высококачественной водки, а затем «перестроить весь склад ради выделки вина высшей очистки».
К 1914 году ассортимент выпускаемой продукции расширился до пяти наименований: выпускали водки «Московскую особенную», «Хлебное вино», «Столовое вино», «Горилку» и наливку «Запеканка». 31 октября 1914 года завод закрыли в связи с введением в стране «сухого закона» на период войны. Некоторое время в его здании располагался военный госпиталь. Продолжил работу Склад № 1. На нём производили спирт для нужд армии и «учреждений народного здравия», отпускали вино иностранным гражданам и дипломатическому корпусу, выполняли заказы на поставку спирта союзнической Франции. Часть производства переключили на выпуск лекарственных средств на спиртовой основе.
В декабре 1917 года революционное правительство продлило запрет на производство и продажу спиртного. В августе 1923 года ЦИК и СНК СССР издали совместное постановление о возобновлении производства и торговли спиртными напитками. К 1 января 1924 года на заводе было выпущено уже 844 720 литров наливок крепостью до 20° (более крепкие напитки были тогда под запретом). С 1925 года на заводе возобновили выпуск более крепких напитков — 30° и выше. Первая водка, выпущенная на заводе после отмены «сухого закона», получила в народе название «Рыковка» (по фамилии министра экономики Алексея Ивановича Рыкова).
В 1937 году на всех водочных заводах СССР были введены унифицированные рецептурные стандарты на весь ассортимент выпускаемой продукции. Опыт бывшего «казённого склада № 1» по приготовлению столовых водок из спирта двойной ректификации (марки «прима-прима») распространилась на всю страну. В том же году в ассортименте завода появились крепкие ликёры (шартрез, бенедиктин, кюрасо) и ликёры десертные (розовый, шоколадный, ванильный).
В годы Великой Отечественной войны на заводе производили сухой спирт, в винно-водочные бутылки разливали «коктейль Молотова». Несмотря на бомбёжки (22 июля 1941 года во время массированного налета немецкой авиации на Москву от попадания бомбы почти полностью выгорел главный корпус завода), продолжалось производство огнеопасной продукции. За труд во время войны завод был награждён Знаменем Государственного комитета обороны. После Победы завод полностью переключился на производство мирной продукции. В 1945 году был открыт цех № 1, производивший напитки высочайшего качества для кремлёвской элиты. Каждая бутылка снабжалась сертификатом с перечнем фамилий и личными подписями специалистов, ответственных за её выпуск.
В 1953 году на заводе была создана водка «Столичная». Её автором был винокур экстра-класса Виктор Григорьевич Свирида. В 1954 году водка получила международное признание: при проведении процедуры «слепого тестирования» «Столичная» победила водку Smirnoff. В 60-е годы завод начал разливать наливки «Запеканка», «Сливянка», настойку «Рябина на коньяке», десертный напиток «Клюковка», бальзам «Москва», ликёры «Бенедиктин», «Спотыкач», «Шантез».
В январе 1987 года завод получает название «Кристалл». В 1993 году было зарегистрировано Открытое акционерное общество «Московский завод „Кристалл“» и его торговая марка.
В 2002 году завод «Кристалл» заключил договор с эстонским заводом Onistar на производство напитков под своими брендами. Завод выпускал водки «Посольская», «Гжелка», «Золотое кольцо» и «Старая Москва».
В 2010-х годах на заводе разливали водку для «Кристалл-Лефортово» (марки «Старая Москва» и «Праздничная») и Восточно-Европейской Дистрибьюторской компании ВЕДК (марки «Путинка», «Двойная», 30,4 %). Наиболее известными брендами завода являются водки Путинка, CRISTALL Golden Ring, Московская Кристалл, Старый Арбат, Золотое кольцо и другие.
В 2013 году завод остановил производство в связи с переносом предприятия на филиал «Корыстово». Производственные линии остановили 15 мая. Перед этим филиал «Корыстово» запустили на полную мощность — по данным 2013 года он выпускал 7 млн декалитров (дал) водки в год. В связи с переездом завод прекратил выпуск продукции компаний «Кристалл-Лефортово» («Старая Москва», «Праздничная») и «Казёнка» (водка «Казёнка»).
В 2014 году территорию завода запланировали преобразовать в городской квартал, со своей инфраструктурой, офисами, мастерскими, лофтами, спортивными и образовательными зонами. В 2015 году проект редевелопмента заморозили из-за недостатка финансирования.

### Спиртзавод Корыстово
В 1998 году к основному производству ОАО «Московский завод „Кристалл“» был присоединён филиал — спиртовой завод в деревне Корыстово в Каширском районе Подмосковья. Спиртзавод «Корыстово» известен с 1883 года, когда помещики Литвиновы, братья Николай и Владимир, построили на берегу реки Оки Винокуренный склад № 19. С 1951 года завод сотрудничает с ВНИИ пищевой биотехнологии в развитии новых технологий по производству спирта. В 2009 году ОАО «Московский завод „Кристалл“» запустил производственную площадку по розливу ликёроводочной продукции в филиале «Корыстово». Были закуплены линии розлива на 6 и 12 тысяч дал, оборудованы цеха.
С апреля 2012 года производство в Корыстово было запущено на полную мощность. В 2013 году завод «Кристалл» полностью переехал в Каширский район.
12 июля 2016 года ОАО «Московский завод „Кристалл“» был переименован в АО «Московский завод „Кристалл“». ООО «ГК Кристалл-Лефортово», перешёл на самостоятельный розлив крепкого спиртного; водка «Казёнка» продолжила разлив на других предприятиях.
Основное производство расположено по адресу Московская область, городской округ Кашира, деревня Корыстово, улица Центральная, дом 13. Головной офис расположен в Москве по адресу: Самокатная улица дом 4.

## Собственники и руководство
26 мая 2000 года по решению Совета директоров был отправлен в отставку гендиректор Юрий Ермилов. Его сменил Александр Романов — бывший вице-президент «Роснефти». Уже в ноябре 2000 года его должность перешла к Сергею Лукашуку, которого сместили 2 апреля 2001 года года. Пост генерального директора по решению Совета директоров завода занял Александр Тимофеев. 12 августа 2002 года его сменил Александр Романов
12 августа 2005 года гендиректором был назначен Игорь Крисковец.В 2007 году его должность перешла к Игорю Олеговичу Алешину. В 2008 году пост занял Роман Малышев, которого 31 марта 2021 года сменил Апоян Ара Рубикович. Он покинул должность спутя пять месяцев. В 2023 году генеральным директором заводя является Железнов Евгений Игоревич.
86 % акций «Кристалла» на ноябрь 2010 года принадлежало предпринимателю Василию Анисимову, совладельцу строительного холдинга Coalco и горнодобывающего холдинга «Металлоинвест». Его пакет акций находится в оперативном управлении ФГУП «Росспиртпром». Около 9 % акций компании контролируют физические лица.

## Финансовые показатели
| Год  | Выручка от продаж, млрд руб | Чистая прибыль, млн руб | Убыток, млн руб | Объём производства, млн дал |
| ---- | --------------------------- | ----------------------- | --------------- | --------------------------- |
| 2000 | 3,06                        | 319,5                   | —               | —                           |
| 2001 | 3,89                        | 662,8                   | —               | 10,4                        |
| 2002 | 3,9                         | 361,1                   | —               | 10,9                        |
| 2003 | —                           | более 250               | —               | 8,1                         |
| 2004 | —                           | —                       | —               | 8,5                         |
| 2005 | —                           | —                       | —               | 9                           |
| 2006 | 3,5                         | 123,72                  | —               | 7,4                         |
| 2007 | 5,2                         | 359,4                   | —               | 10,2                        |
| 2008 | 4,9                         | 157,7                   | —               | 9,4                         |
| 2009 | 4,33                        | 137,7                   | —               | 8,5                         |
| 2010 | 5,1                         | 266                     | —               | 9,78                        |
| 2011 | 5,6                         | 188                     | —               | 9,7                         |
| 2012 | 5,5                         | 14,93                   | —               | 8,3                         |
| 2013 | 2,19                        | 16,09                   | —               | 2,8                         |
| 2014 | —                           | —                       | —               | 1,7                         |
| 2015 | 0,421                       | —                       | 281,8           | —                           |
| 2016 | 1,5                         | 5,6                     | —               | 2,9                         |
| 2017 | 1,6                         | 1,3                     | 48,1            | —                           |
| 2018 | 1,66                        | 19,5                    | —               | —                           |
| 2019 | 2,54                        | 157,96                  | —               | 0,89                        |
| 2020 | 1,18                        | 0,461                   | —               | 0,59                        |
| 2021 | 0,621                       | 0,421                   | —               | —                           |
| 2022 | 0,157                       | 3,47                    | —               | —                           |

## Деятельность
В основном предприятие специализировалось на розливе водок по заказу других компаний. Так (по данным на 2011 год), важнейшим заказчиком (52,1 % от объёма выпуска) была компания «Кристалл-Лефортово» (по её заказу выпускались водки «Старая Москва», «Праздничная»), также значительные объёмы продукции выпускались для принадлежащей Василию Анисимову компании ВЕДК (марки «Путинка», «Двойная»; 30,4 %). Помимо этого, по заказу одноимённой компании разливалась водка «Казёнка». Среди собственных марок предприятия — водки «Чистый кристалл», «Привет», их выпуск был невелик. В 2018 году завод получил права на управление брендом водки «Путинка».
Длительное время завод «Кристалл» являлся лидером по объёму производства водки в Российской Федерации, в частности, в 2011 году произвёл 9,1 млн дал продукции, а в 2012 году в связи с началом переноса производственных мощностей в Подмосковье уступил первое место и снизил выпуск до 7 млн дал. Оборот компании не раскрывается, по экспертным оценкам, выручка в 2006 году составляла 10 млрд рублей.